# Honorat Gil
Honorat Gil właśc. Czesław Tadeusz Gil (ur. 11 października 1934 w Kidałowicach, zm. 12 września 2015 w Wadowicach) – polski zakonnik ze zgromadzenia karmelitów bosych, historyk Kościoła, doktor habilitowany nauk humanistycznych.

## Życiorys
Śluby zakonne złożył w 1952 roku w Czernej koło Krakowa, przyjmując jednocześnie imię zakonne Honorat od św. Teresy, natomiast święcenia kapłańskie otrzymał 16 maja 1959 roku w Krakowie. Był absolwentem studiów z zakresu historii Kościoła na Katolickim Uniwersytecie Lubelskim. Studiował również na Wydziale Filozoficzno-Historycznym Uniwersytetu Jagiellońskiego. W 1968 roku doktoryzował się z zakresu historii Kościoła na Katolickim Uniwersytecie Lubelskim. W 1998 roku na Wydziale Historii Kościoła Papieskiej Akademii Teologicznej w Krakowie uzyskał stopień doktora habilitowanego nauk humanistycznych w zakresie historii w specjalności historii Kościoła.
Przez większość życia zakonnego związany był z klasztorem karmelitów bosych w Wadowicach. Pracował tam między innymi jako nauczyciel historii i geografii w Niższym Seminarium Duchownym, a po jego likwidacji w Liceum im. św. Rafała Kalinowskiego oraz wykładowca w Wyższym Seminarium Duchownym Karmelitów Bosych w Krakowie.
Był autorem książek, artykułów i opracowań naukowych. Doprowadził do wydania pism Rafała Kalinowskiego i ściśle współpracował z Postulacją Generalną Zakonu w procesach beatyfikacyjnym i kanonizacyjnym zakonnika. W procesie beatyfikacyjnym Alfonsa Mazurka piastował funkcję wicepostulatora. Był również prezesem komisji historycznej w procesie beatyfikacyjnym Teresy Marchockiej.
Zmarł 12 września 2015 roku w Wadowicach. Pogrzeb zakonnika odbył się 15 września. W uroczystości pogrzebowej wzięło udział 50 kapłanów zakonnych i diecezjalnych, a homilię wygłosił dr hab. Szczepan Praśkiewicz. Został pochowany na wadowickim cmentarzu.

## Wybrane publikacje
- Błogosławiony Alfons Maria Mazurek karmelita bosy 1891-1944: z grona polskich Męczenników 1939-1945 (Wydaw. Karmelitów Bosych, Kraków, 1999; ISBN 83-87527-32-7)
- Historia Karmelu Terezjańskiego (Wydaw. Karmelitów Bosych, Kraków, 2002; ISBN 978-83-7604-176-6)
- Jestem kapłanem dla was: o. Rudolf Warzecha w oczach świadków (Wydawnictwo Karmelitów Bosych, Kraków, 2005; ISBN 83-7305-126-0)
- Karmelici Bosi w Wadowicach (Wydaw. Karmelitów Bosych, Kraków, cop. 2003; ISBN 83-7305-069-8)
- Karmelitanki Bose w Polsce (Wydawnictwo Karmelitów Bosych, Kraków, 2011; ISBN 978-83-7604-099-8)
- Klasztor Karmelitów Bosych w Wadowicach (Wydaw. Karmelitów Bosych, Kraków, 1999; ISBN 83-87527-42-4)
- Księżna w trepkach : matka Maria Ksawera Czartoryska karmelitanka bosa 1833-1928 (Wydaw. Karmelitów Bosych, Kraków, 2000; ISBN 83-87527-64-5)
- Ludzie z wadowickiej Górki (Wydawnictwo Karmelitów Bosych, Kraków, 2012; ISBN 978-83-7604-155-1)
- Mistrz Jan od Jezusa i Maryi 1564-1614: życiorys, modlitwy i medytacje (Wydaw. Karmelitów Bosych, Kraków, 1998; ISBN 83-87527-02-5)
- Ojciec Rudolf : kapłan z otwartymi oczami (Wydaw. Karmelitów Bosych, Kraków, 2000; ISBN 8387527687)
- Ojciec Rudolf Warzecha (1919-1999) (Grafikon, Wadowice, 2010; ISBN 978-83-60817-41-4)
- Słownik polskich karmelitanek bosych 1612-1914 (Wydaw. Karmelitów Bosych, Kraków, 1999; ISBN 83-87527-30-0)
- Święty Józef : patron wadowickiej Górki (Wydaw. Karmelitów Bosych, Kraków, 2004; ISBN 83-7305-093-0)
- Wpatrzona w Ukrzyżowanego : matka Teresa Marchocka (Wydawnictwo Karmelitów Bosych, Kraków, 2011; ISBN 978-83-7604-134-6)
- Zatrzymaj się na chwilę... : rozważania o wierze (Wydawnictwo Karmelitów Bosych, Kraków, 2014; ISBN 978-83-7604-318-0)
- Życie codzienne karmelitanek bosych w Polsce w XVII-XIX wieku (Wydaw. OO [Ojców] Karmelitów Bosych, Kraków, 1997; ISBN 83-85401-79-2)